# Браун, Гарри
Гарри Эдсон Браун (17 июня 1933, Нью-Йорк, Нью-Йорк — 1 марта 2006, Франклин, Теннесси) — американский писатель, политик и инвестиционный советник, кандидат в президенты США от Либертарианской партии на выборах в 1996 (0,5 % голосов) и в 2000 (0,4 % голосов) годах. Он является автором 12 книг, которые в общей сложности разошлись тиражом около 2 млн копий.

## Сочинения
- Why the Best-Laid Investment Plans Usually Go Wrong & How You Can Find Safety and Profit in an Uncertain World. — William Morrow & Co, 1987. — ISBN 978-0-688-05995-8.
  - Глава 1. Самая тщательно скрываемая тайна инвестиционного мира Архивная копия от 26 января 2021 на Wayback Machine (рус.) AssetAllocation.ru
  - Глава 17. Стратегия безопасных и прибыльных инвестиций в мире неопределенности Архивная копия от 25 января 2021 на Wayback Machine (рус.) AssetAllocation.ru
  - Глава 18. Безопасность с помощью Постоянного Портфеля Архивная копия от 29 декабря 2019 на Wayback Machine (рус.) AssetAllocation.ru